# Nemoura quadrituberata
Nemoura quadrituberata är en bäcksländeart som beskrevs av Tatemi Shimizu 1997. Nemoura quadrituberata ingår i släktet Nemoura och familjen kryssbäcksländor. Inga underarter finns listade i Catalogue of Life.